# Terra Preta
Arithon Felipe (São Paulo, 1987), mais conhecido pelo seu nome artístico Terra Preta, é um cantor brasileiro de rap e R&B. Teve sua notoriedade nacionalmente alcançada ao participar do programa Astros, do SBT, onde foi o vencedor. Como cantor, lançou quatro discos e vem se mostrando como uma das principais revelações da música brasileira.

## Biografia
O pseudônimo Terra Preta teve origem quando Arithon sofria bullying por seus colegas de escola quando a professora comparava os diversos tipos de terra, exemplificando a terra preta. Ele conta que alguns anos depois, na adolescência lembrou do fato e resolveu usar tal nome, para representar fertilidade. Ainda na adolescência, fez parte de um grupo de rap chamado "Rebelião Mental", no qual fez diversas participações em shows em quermesses do bairro do Grajaú, onde reside.
No ano de 2004, Arithon conheceu ao cantor Criolo, que o chamou para participar dos shows e fez com que o rapper se tornasse conhecido na cena alternativa do Rap com sua participação na  faixa "Rap é Forte", no disco Ainda Há Tempo. Ainda na parceria com Criolo, e também ao lado de Rael da Rima, em 2007 participou do programa Som Brasil, da Rede Globo, que homenageou a Vinícius de Moraes. Também participou ao lado de Criolo e Rael da Rima do programa Central da Periferia, apresentado por Regina Casé, também da Rede Globo. No final daquele ano, lançou um álbum demo chamado Exposição de Pensamentos, que foi disponibilizado gratuitamente pelo mesmo no MySpace.
Aclamado em toda a São Paulo pelo seu vocal fora do comum, Terra Preta foi incentivado pelos familiares e a se inscrever no programa Astros, do Sistema Brasileiro de Televisão. Como cada edição durava um mês, ele se inscreveu na edição de maio, onde foi finalista porém não acabou vencendo a competição, que teve como o primeiro lugar o grupo de pagode "Emoção a Mais". Porém, ele voltou para a edição de julho do programa e se sagrou grande vencedor, onde recebeu um carro zero quilômetro.
Apesar de sua participação no programa Astros não ter o hip hop em primeiro plano, Terra Preta decidiu seguir carreira com o estilo em prioridade, e voltou a compor músicas, lançando em 2010 seu single promocional "Não Chore", disponibilizado em CD nos formatos original e rádio, com piano. No final do mês de dezembro de 2011, Terra Preta lançou então seu primeiro trabalho produzido, chamado Milionário em Treinamento, com vinte e duas faixas, e participações de rappers como Thaíde, Projota, Sequelle e Cabes. Uma das músicas mais aclamadas do álbum foi "Crises", que recebeu um videoclipe e alcançou os trending topics da rede social Twitter. Terra Preta também fez participações em álbuns de grupos e rappers como Oficina da Rima, Apolo do Pentágono e Projota, participando da música "Até o Final" deste último, que é uma das músicas românticas mais famosas do rap nacional.
Além de misturar o rap com o R&B em seus discos, Terra Preta decidiu inovar e fez uma parceria com a banda de rock Delittus, no início de 2011, e lançou o single "A Guerra Part. II", que também recebeu um videoclipe; em pouco tempo, ele entrou na programação da Mix TV e da MTV Brasil. No dia 12 de junho de 2011, o Dia dos Namorados, ele lançou outro videoclipe, chamado "Bom ter Você". No mês seguinte, Terra Preta continuou com os lançamentos trabalhando arduamente Lançando Remixes de outros Artistas e disponibilizou o EP 1987, que remete a data de seu nascimento e tem como base a década de 1980, que também é o fundamento para o clipe "Coração de Vidro". O disco contou com participações do rapper Don L, do grupo Costa a Costa na faixa "O Gueto É Fantástico", que foi considerada como um hino; e com André Maini, guitarrista do grupo Strike na faixa "Imortal", que também recebeu um videoclipe.
No primeiro dia de 2012, Terra Preta participou de uma música em homenagem ao jogador Ronaldo Fenômeno, junto com os rappers Ice Blue, dos Racionais MC's, e Helião, do RZO. Entre janeiro e março, o rapper disponibilizou as canções "Transando a Noite Inteira", "Fumando Um" e "Seja Como Deus Quiser", até o lançamento de seu terceiro trabalho oficial, chamado O Romance e a Melodia da Rua, também no formato EP. Ao terminar um trabalho, Terra Preta já começou na produção de outro, e lançou os videoclipes de "As Pessoas Boas Devem Amar Seus Inimigos" e "Nasce, Cresce e Morre". Em 13 de setembro, seu quarto disco foi lançado, chamado Homem Figa, Vol. I, o qual contém dez faixas, participações de Júnior Dread e Rincon Sapiencia e que foi disponibilizado gratuitamente para download.
em 2012 Terra Preta faz sua participação musical na canção do grupo Pollo intitulado Vim Pra Dominar o Mundo.
Em 2013 ele lançou um EP nomeado Inevitável, contendo 7 faixas, e que traz a participação de MC Guimê em "Os Muleke é Zika" e de Mr. Thug em "O Bonde Segue".. Em 2014, num ritmo de produção mais lento ele anunciou diversas vezes ao longo do ano o lançamento da Mixtape Milionário Em Treinamento Vol. II que veio a ser lançada no mês de dezembro.
Na segunda semana de 2015 anunciou e iniciou em seu Twitter o Projeto FigaMix na qual se dedicaria a lançar músicas semanalmente fazendo remixes de músicas famosas do HipHop. Desde então seus lançamentos são constantes e servem como promoção para a aguardada Mixtape Inevitável II.

## Discografia
- (2007) Exposição de Pensamentos - DemoTape
- (2010) Milionário em Treinamento - Mixtape
- (2011) 1987 - EP
- (2012) O Romance e a Melodia da Rua - EP
- (2012) Homem Figa Vol. I - Album Oficial
- (2013) Inevitável - EP
- (2014) Milionário em Treinamento Vol. II - Mixtape
- (2015) FigaMix - Mixtape
- (2015) Arquivo X - EP
- (2015) Inevitável Vol. II - EP
- (2015) Bençãos Sobre Bençãos - EP
- (2015) IBençãos Sobre Bençãos -Vol. 2 EP
- (2016) Incondicional 1.7 - EP
- (2017) - 2k17 Flows - EP
- (2018) 2k18 Flows - EP